# Robin Holliday
Robin Holliday FRS (6 de novembro de 1932) é um biólogo molecular britânico.